# Tsingoni
Tsingoni è un comune francese della collettività d'oltremare di Mayotte. Si trova sull'isola di Mahoré.